# 최인희
최인희(崔仁姬, 1978년 3월 9일 ~ )는 대한민국의 KBS청주방송총국 아나운서이다.

## 경력
- 학력 : 국민대학교 영어영문학과 학사
- 경력 : 2005년 ~ 2006년 삼척MBC 아나운서
- 입사 : 2007년 KBS청주방송총국 33기 공채 아나운서 (충청강원권 충북지역)

## 출연 프로그램

### 현재
- KBS 1TV - KBS 뉴스 7 충북
- KBS 1라디오 - 생생충북 진행
- KBS 1TV - 무대를 빌려드립니다 (가수 김정연의 후임으로 합류)

### 과거
- KBS 1TV - KBS 뉴스 9 청주
- KBS 1TV - 문화현장 진행 겸 내레이션
- KBS 1TV - 우리는 올스타!
- KBS 2TV - KBS 뉴스타임 충북권
- KBS 1TV - 아름다운 충북 아름다운 사람들
- KBS 1TV - 지금 충북은
- KBS 1TV - 여행
- KBS 1TV - Rainbow
- KBS 1TV - KBS 뉴스광장 충북
- KBS 1FM - 그대와 음악사이 진행
- KBS 1TV - KBS 뉴스 7 충북
- KBS 1TV - TV콘서트
- KBS 1라디오 - 3시 뉴스 진행
- KBS 1라디오 - 생생충북 진행
- KBS 1라디오 - 정오종합뉴스 진행
- KBS 2라디오 - 최인희의 라디오스타 진행
- KBS 1라디오 - 최인희의 사사투데이
- KBS 1라디오 - 9시 뉴스 진행